# Bangkok Post
Die Bangkok Post ist eine englischsprachige thailändische Tageszeitung, die in Bangkok erscheint.
Die Bangkok Post wurde 1946 vom US-Bürger Alexander McDonald (bis dato Geheimdienstmitarbeiter) und dem Thai Prasit Lulitanond gegründet, um der damals einzigen sowjetischen Botschaft Südostasiens eine westliche Pressestimme entgegenzusetzen. Angeblich stammten die Anlaufinvestitionen für die Zeitung aus Mitteln des US-Außenministeriums. Der langjährige Chefredakteur, der US-Journalist Darrell Berrigan, prägte das Blatt bis zu seiner Ermordung 1965.
Unter der Leitung von Berrigan zeigte sich die Bangkok Post als unabhängig und stellte vielen jungen Journalisten Raum zur Verfügung, wie Peter Arnett und T. D. Allman, die später auch international bekannt wurden. Obwohl in Südostasien Zensur eine alltägliche Erscheinung ist, war die Bangkok Post stets relativ frei in ihrer Berichterstattung, allerdings mit einigen Einschränkungen, die teilweise heute noch gelten und zum Vorwurf der Selbstzensur geführt haben:
- ein großer Respekt vor der Monarchie gilt in Thailand als selbstverständlich und muss auch von den dortigen Presseorganen beachtet werden;
- des Weiteren gilt es als unangebracht, hohe Regierungsvertreter direkt der Korruption zu bezichtigen;
- während des Vietnamkrieges war es verboten, über Operationen der US-Luftwaffe zu berichten, die sich von Thailand aus auf Vietnam, Laos und Kambodscha ausdehnten.

Nachdem die Zeitung von der Thompson Group gekauft worden war, verließ Berrigan das Blatt, um bei der konkurrierenden Bangkok World zu arbeiten, die heute nicht mehr existiert, nachdem sie in den 1980er Jahren von der Bangkok Post aufgekauft worden war. Bereits 1971 hatten einige ursprünglich bei der Bangkok Post arbeitende Redakteure The Nation gegründet.
Heutiger Chefherausgeber ist Pichai Chuensuksawadi.